# Війна вірусів

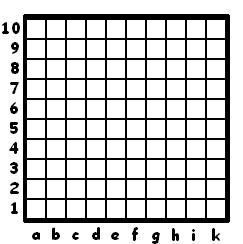
Ігрове поле на початку гри

Війна вірусів — стратегічна настільна гра для двох гравців, яка імітує розвиток і боротьбу двох колоній вірусів за ресурси на обмеженому просторі. Належить до ігор на папері з олівцем. Походження гри невідоме, але, за описом 1990 року, вона виникла в 1980-х у Ленінградському університеті (Санкт-Петербург).

## Правила гри
Гра проводиться на папері або як комп'ютерна гра проти комп'ютера. Правила базуються на онлайн-версії від Meta-Schule.
Гра відбувається на полі 10×10 клітинок. Гравець 1 позначає хрестики, гравець 2 — кружечки. Гравці ходять по черзі, кожен хід складається з трьох дій: розміщення трьох символів у доступні клітинки. Розмноження — це розміщення символу в порожній клітинці, створюючи «живий» символ. Знищення — розміщення символу в клітинці з «живим» символом суперника, що робить його «убитим» і позначає клітинку як захоплену (наприклад, кольором). Захоплені клітинки більше не використовуються.
Доступна клітинка для хрестиків — та, що межує з «живим» хрестиком (по горизонталі, вертикалі, діагоналі) або з'єднана через ланцюжок захоплених кружечків. Аналогічно для кружечків. Гравець 1 починає, ставлячи хрестик у клітинку a10 (верхній лівий кут), гравець 2 ставить кружечок у k1 (нижній правий кут).
Захоплені клітинки, що межують, утворюють ланцюжки. Ланцюжок «живий», якщо межує з «живим» символом гравця, і «мертвий», якщо такого контакту немає. Гравець 1 перемагає, якщо гравець 2 не може зробити хід (усі кружечки убиті або немає доступних клітинок). У деяких варіантах перемагає той, хто зробив останній хід, або гра закінчується нічиєю, якщо обидва відмовляються від ходу.

Перший хід
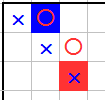
Захоплені клітинки: кружечок (червоний, знизу), хрестик (синій, зверху)
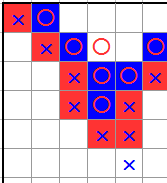
Живий ланцюжок кружечків (червоний) і мертвий ланцюжок хрестиків (синій)

## Стратегія та варіанти
Гравець 1 має обмежувати простір суперника, створюючи «стіни» з захоплених кружечків, які, межуючи по сторонах, стають непрохідними. Водночас розміщення хрестиків у сусідніх клітинках ризиковане, бо їхнє захоплення утворює «стіни» проти самого гравця 1. Підтримка довгих «живих» ланцюжків шляхом розміщення хрестиків у віддалених зонах збільшує шанси на перемогу.
Якщо символи гравця оточені захопленими клітинками суперника, утворюється «бункер», що підвищує шанси на перемогу. «Фортеця» — ситуація, коли обидва гравці оточені захопленими клітинками, зазвичай призводить до нічиєї. Атака «широким фронтом» і захоплення кутів (a1, k10) дають перевагу.
Ходи записуються як x¹n¹-x²n²-x³n³, наприклад, a1-b2-c3. Варіант гри «Клопи» має схожі правила з можливими відмінностями.